# NGC 6927
NGC 6927 (другие обозначения — PGC 64925, MCG 2-52-16, ZWG 424.20, NPM1G +09.0505) — линзообразная галактика (S0) в созвездии Дельфин.
Этот объект входит в число перечисленных в оригинальной редакции «Нового общего каталога».